# Palmitoilacija
S-Palmitoilacija je kovalentno vezivanje masnih kiselina, kao što je palmitinska kiselina, na cisteinske ostatke membranskih proteina. Precizna funkcija palmitoilacije zavisi od razmatranog proteina. Palmitoilacija povećava hidrofobnost proteina i doprinosi njihovom membranskom vezivanju. Palmitoilacija takođe ima značajnu ulogu u subcelularnoj razmeni proteina između membranskih kompartmana, kao i u modulisanju protein-protein interakcija. U kontrastu sa prenilacijom i miristoilacijom, palmitoilacija je reverzibilna (zato što je veza između palmitinske kiseline i proteina estarska veza). Reverzna reakcija je katalisana palmitoil proteinskim tioesterazama. Pošto je S-palmitoilacija dinamični post-translacioni proces, smatra se da ga ćelije koriste za menjanje subcelularne lokalizacije, protein-protein interakcija, i vezujućeg kapaciteta proteina.
Jedan primer proteina koji podleže palmitoilaciji je hemaglutinin, membranski glikoprotein koji koristi influenza da se pričvrsti na domaćinove ćelijske receptore. Palmitoilacioni ciklusi širokog niza enzima su bili karakterisani u zadnjih nekoliko godina, time su obuhvaćeni , Gsα, β2-adrenergički receptor, i endotelni azot oksid sintaza (eNOS).

## Dodatna literatura
- Smotrys, Jessica E.; Linder, Maurine E. (2004). „Palmitoylation of Intracellular Signaling Proteins: Regulation and Function”. Annual Review of Biochemistry. 73: 559—587. PMID 15189153. doi:10.1146/annurev.biochem.73.011303.073954.
- Linder, M.E. (2000). „Reversible modification of proteins with thioester-linked fatty acids”.  Ур.: F. Tamanoi and D.S. Sigman, eds. Protein Lipidation. San Diego, CA: Academic Press. стр. 215—40.